# Lyrastadion
Het Lyra Stadion was een voetbalstadion in de Belgische stad Lier, provincie Antwerpen, gelegen in het westelijke stadsdeel van de stad. Het stadion was de thuishaven van voetbalclub K. Lyra TSV en is in oktober 2014 gesloopt om plaats te maken voor woningbouw. Het stadion stamde uit 1912 en was vernoemd naar de gelijknamige club K. Lyra. Het stadion had een capaciteit van 6.000 plaatsen, waarvan 1.628 zitplaatsen en 72 business-seats.

## Geschiedenis
De eerste tribune dateerde uit 1912, was 40 meter lang en 5 meter hoog en telde 5.000 staanplaatsen. Deze eerste tribune werd in 1921 afgebroken, om plaats te maken voor een nieuwe tribune. De nieuwe tribune had een betonnen skelet, houten dak en bevatte 1.000 zitplaatsen. In 1932 onderging het stadion een grondige uitbreiding, waarbij de huidige staantribune achter een van de doelen werd gebouwd. Daarnaast werd de tribune uit 1921 aan beide kanten uitgebreid. In 1977 en 1992 vonden enkele grondige renovaties plaats.
Begin jaren 2000 werd duidelijk dat met de ontwikkeling van de Dungelhoeffsite het stadion op termijn zou moeten verdwijnen. Op de plek waar het veld zich bevond zijn nieuwe woningen gebouwd. Hierdoor was Lyra dus verplicht een nieuwe locatie te zoeken om in de toekomst haar wedstrijden te spelen. Uiteindelijk is er gekozen voor een verhuis naar een nieuw -nog te bouwen- stadion op de Hoge Velden. Totdat dit voltooid is zal Lyra spelen op de velden van SK Berlaar.
Na 102 jaar in het stadion gespeeld te hebben, speelde Lyra er op 4 mei de laatste wedstrijd.

## Fotogalerij

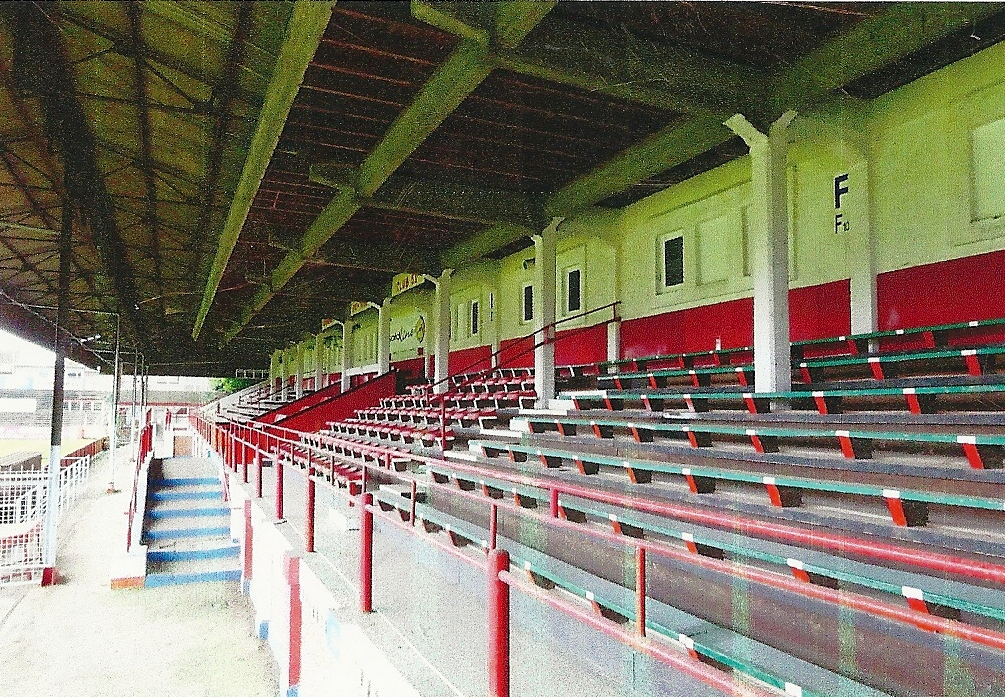
Lyra stadion anno 2014
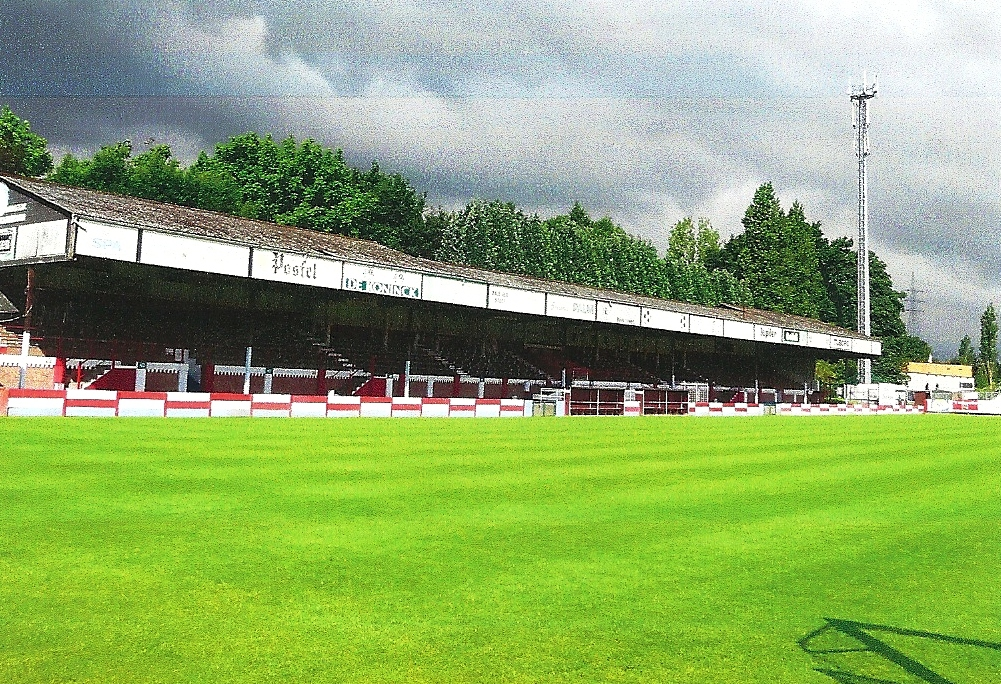
Lyra stadion anno 2014
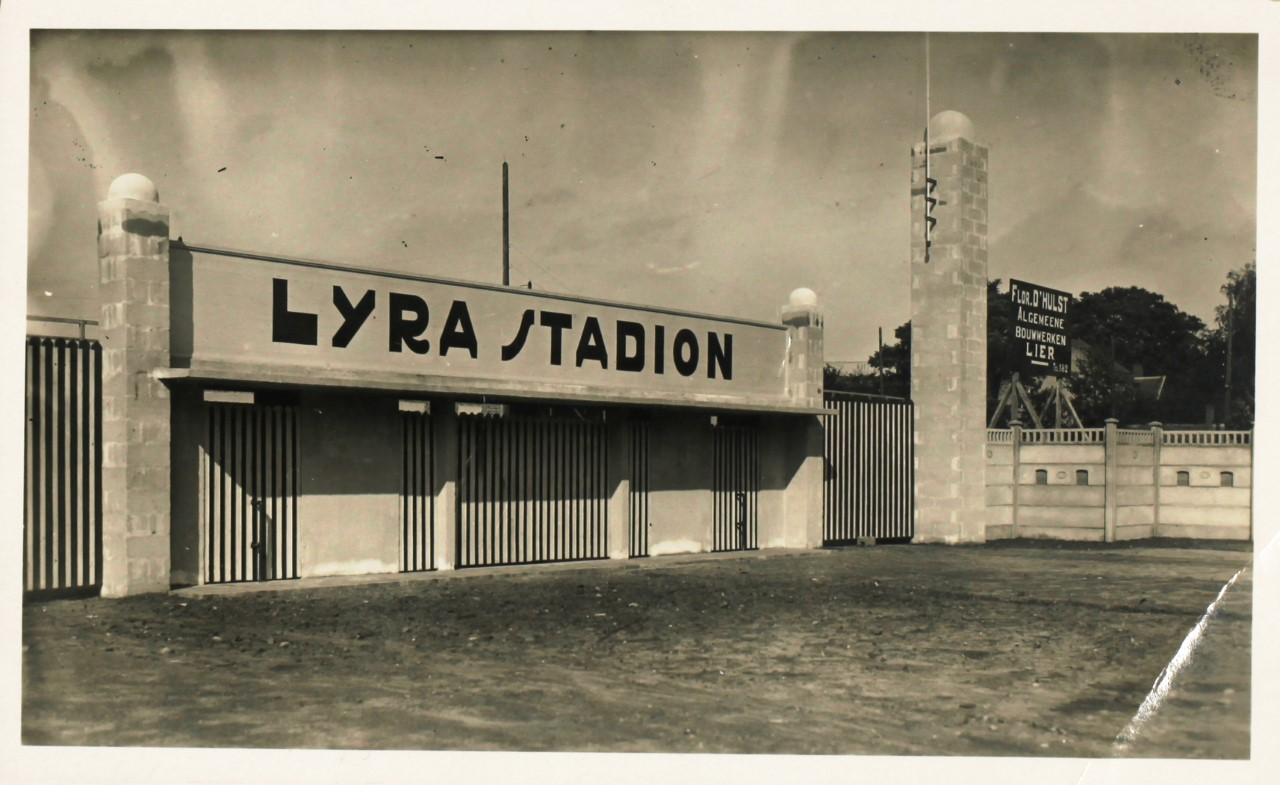
Lyra stadion jaren 1920